# Municipio de Poptún
Municipio de Poptún är en kommun i Guatemala.   Den ligger i departementet Petén, i den nordöstra delen av landet, 220 km nordost om huvudstaden Guatemala City. Antalet invånare är 30 386.